# Every You Every Me
«Every You Every Me» (с англ. — «Такие, как мы») — сингл британской альтернативной рок-группы Placebo, выпущенный в качестве третьего сингла с их второго альбома «Without You I’m Nothing» 25 января 1999 года. Сингл был выпущен в виде набора из 2 компакт-дисков и на кассете, также существуют копии на 12-дюймовом виниле. Сингл занял 46-е место в чарте Австралии, 99-е в Германии и 11-е в UK Singles Chart. Он вошел в саундтрек к фильму «Жестокие игры». Есть две версии клипа, обе сняты в Brixton Academy. Одна из них включает отрывки из фильма «Жестокие игры».
По результатам опроса в 500 000 голосов сингл занял 83-е место в списке «Triple J Hottest 100 of All Time» в июле 2009 года, проведенного австралийской радиостанцией Triple J.
Сингл включен в саундтрек видеоигры «F1 2000».
Хорватская метал-группа Ashes You Leave записала кавер на песню, который вошел в их альбом «Songs of The Lost», а в 2017 году Лиза Митчелл записала собственный кавер на песню и включила его в свой альбом «When They Play That Song».

## История
Сингл был записан в начале 1998 года в студии Real World Studios со Стивом Осборном. Когда его спросили, о ком идет речь, Брайан Молко ответил:
О ком идет речь? Я пока не уверен. Я думаю, что речь идет о многих людях. Вероятно, о ком-то... кто имел неудовольствие спать со мной.
О своем выборе включить сингл в саундтрек «Жестоких игр» Молко сказал, что ранее он изучал драму и прекрасно знаком с романом «Опасные связи».
Я сказал: Если Себастьян не умрет, если будет счастливый конец, то мы не согласимся на сотрудничество. Фильм получился довольно извращенным и запутанным, так что тема песни вполне вписывается.

## Трек-лист
CD 1 and cassette
1. Every You Every Me (single mix) — 3:35
2. Nancy Boy (Blue Amazon mix) — 11:29
3. Every You Every Me (Infected by the Scourge of the Earth mix) — 3:57

CD 2
1. Every You Every Me (album version) — 3:34
2. Every You Every Me (Sneaker Pimps version) — 5:08
3. Every You Every Me (Brothers in Rhythm Glam Club mix) — 9:54

## Чарты
| Чарт (1999)                        | Высшая позиция |
| ---------------------------------- | -------------- |
| Австралия (ARIA)                   | 46             |
| Германия (GfK)                     | 99             |
| Iceland (Íslenski Listinn Topp 40) | 13             |
| Шотландия (OCC Scotland)           | 12             |
| Великобритания (OCC UK Singles)    | 11             |

## Сертификации
| Регион                                                                      | Сертификация | Продажи |
| --------------------------------------------------------------------------- | ------------ | ------- |
| Великобритания (BPI)                                                        | Золотой      | 400 000 |
| Данные о продажах + прослушиваниях приведены только на основе сертификации. |              |         |